# Xylophanes belti
Xylophanes belti är en fjärilsart som beskrevs av Druce 1878. Xylophanes belti ingår i släktet Xylophanes och familjen svärmare. Inga underarter finns listade i Catalogue of Life.